# Tibério II Constantino
Flávio Tibério Constantino Augusto ou Tibério II Constantino (em latim: Flavius Tiberius Constantinus Augustus; ca. 540 — 14 de agosto de 582) foi imperador bizantino de 574 a 582. Era amigo de Justino II, que o nomeou conde dos excubitores (guardas romanos). Assumiu o controle do Império quando Justino enlouqueceu em 574 e, de modo a aumentar sua popularidade, começou imediatamente a gastar os recursos do tesouro. Com Justino ainda vivo, o general armênio Maurício derrotou, a mando de Tibério, os persas na Armênia. 
Com a morte de Justino em 578, Tibério ascendeu plenamente à dignidade imperial e desencadeou ações militares no território do antigo Império Romano do Ocidente, onde negociou a paz com os visigodos na Hispânia e derrotou os mouros na África do Norte. Os eslavos começaram a migrar para os Bálcãs em 579, mas o exército bizantino estava ocupado com os persas e não pôde impedir as migrações eslavas.
Em 582, Tibério adoeceu e Maurício foi nomeado seu herdeiro. Tibério morreu em agosto de 582, entre rumores de envenenamento.
Sua filha Constantina foi casada com Maurício; seus netos foram massacrados após a deposição de Maurício, exceto uma neta, Maria, que escapou para a Pérsia e se tornou esposa do xá Cosroes II.